# Mexica (Spiel)
Mexica ist ein Brettspiel, das von Wolfgang Kramer und Michael Kiesling entwickelt wurde.

## Spiel
2002 wurde es von Ravensburger auf Deutsch und von Rio Grande Games auf Englisch veröffentlicht. Nach Tikal und Java ist es der dritte Teil der Masken-Trilogie. Es ist für zwei bis vier Spieler angelegt und dauert etwa eine gute Stunde. Die Grafik stammt wie bei den anderen beiden Spielen von Franz Vohwinkel.

## Spielablauf
Die Spieler müssen versuchen, die Stadt Tenochtitlan am Texcoco-See in Bezirke einzuteilen und Einfluss über die am weitesten entwickelten Bezirke zu gewinnen. Die verschiedenen Stadtbezirke sind durch Kanäle getrennt und mit Brücken verbunden. Die Spieler können bei ihrem Zug Aktionspunkte einsetzen, die man für die Errichtung von Bezirken und für die größten Gebäude darin erhält. Mit dem Einsatz der Aktionspunkte können neue Bezirke oder Brücken gebaut werden oder als Bewegungspunkte eingesetzt werden.  

## Auszeichnungen
Mexica belegte 2002 den fünften Platz beim Deutschen Spiele Preis und wurde für den International Gamers Award 2003 sowie den Jeu de l’Année 2003 nominiert.